# Hesperoxiphion peruvianum
Hesperoxiphion peruvianum är en irisväxtart som först beskrevs av John Gilbert Baker, och fick sitt nu gällande namn av John Gilbert Baker. Hesperoxiphion peruvianum ingår i släktet Hesperoxiphion och familjen irisväxter. Inga underarter finns listade i Catalogue of Life.